# Sutz-Lattrigen
Sutz-Lattirgen es una comuna suiza del cantón de Berna, situada en el distrito administrativo de Biel/Bienne, en la rivera derecha del lago de Bienne. Limita al noroeste con la comuna de Twann-Tüscherz, al noreste Ipsach, al este con Bellmund y Hermrigen, y al sur con Mörigen.
La comuna hizo parte hasta el 31 de diciembre de 2009 del desaparecido distrito de Nidau.

## Transporte
- Línea ferroviaria (Aare Seeland mobil) Biel/Bienne-Ins

## Turismo
- Cámpines
  - camping Sutz al bordo del lago de Bienne
  - camping Lindenhof en la huerta de una granja.